# Chesapeake Shores
Chesapeake Shores ou Nouveau départ au Québec, est une série télévisée américaine et canadienne en 55 épisodes d'environ 45 minutes créée par John Tinker, basée sur la série de livres du même nom de Sherryl Woods et diffusée entre le 14 août 2016 et le 16 octobre 2022 sur Hallmark Channel aux États-Unis et depuis le 25 août 2016 sur W Network au Canada.
Au Québec, la série est diffusée depuis le 29 mars 2017 sur Séries+. En France elle est disponible sur Netflix depuis le 31 mars 2017, et diffusée depuis le 12 mai 2019 sur Téva. Diffusion en clair des deux premières saisons du lundi 4 juillet au mercredi 27 juillet 2022 sur M6.

## Synopsis
Après des années d'absence, Abby O'Brien, une brillante femme d'affaires, divorcée, mère de deux filles, quitte New York pour rendre visite à sa famille dans sa ville natale de Chesapeake Shores, dans le Maryland après avoir reçu un appel de sa plus jeune sœur, Jess. Lors de son retour, Abby renoue avec Trace Riley, son premier amour qu'elle a brusquement quitté il y a seize ans. Alors que leur grand mère Nell tombe malade, le reste de la famille O'Brien est de retour ainsi que Megan, leur mère absente depuis leur enfance.

## Distribution

### Acteurs principaux
- Meghan Ory (VF : Hélène Bizot ; VQ : Geneviève Bastien) : Abby O'Brien Winters
- Jesse Metcalfe (VF : Jérémy Prévost ; VQ : Pierre-Yves Cardinal) : Trace Riley (saisons 1 à 4)
- Treat Williams (VF : Patrick Béthune [saisons 1-2, sauf l'épisode 7] ; Eric Aubrahn [saison 3] ; VQ : Jean-Luc Montminy) : Mick O'Brien, père d'Abby
- Barbara Niven (VF : Brigitte Virtudes ; VQ : Isabelle Miquelon) : Megan O'Brien, mère d'Abby
- Diane Ladd (VF : Mireille Delcroix ; VQ : Johanne Garneau) : Nell O'Brien, grand-mère d'Abby
- Laci J. Mailey (VF : Alexia Papineschi ; VQ : Marie-Ève Sansfaçon) : Jess O'Brien, sœur d'Abby
- Emilie Ullerup (VF : Marie Giraudon ; VQ : Annie Girard) : Bree O'Brien, sœur d'Abby
- Brendan Penny (VF : Mathias Kozlowski ; VQ : Marc-André Brunet) : Kevin O'Brien, frère d'Abby
- Andrew Francis (VF : Pascal Nowak ; VQ : François-Simon Poirier) : Connor O'Brien, frère d'Abby
- Robert Buckley : Evan Kincaid (saisons 5 et 6)

Photos des acteurs principaux
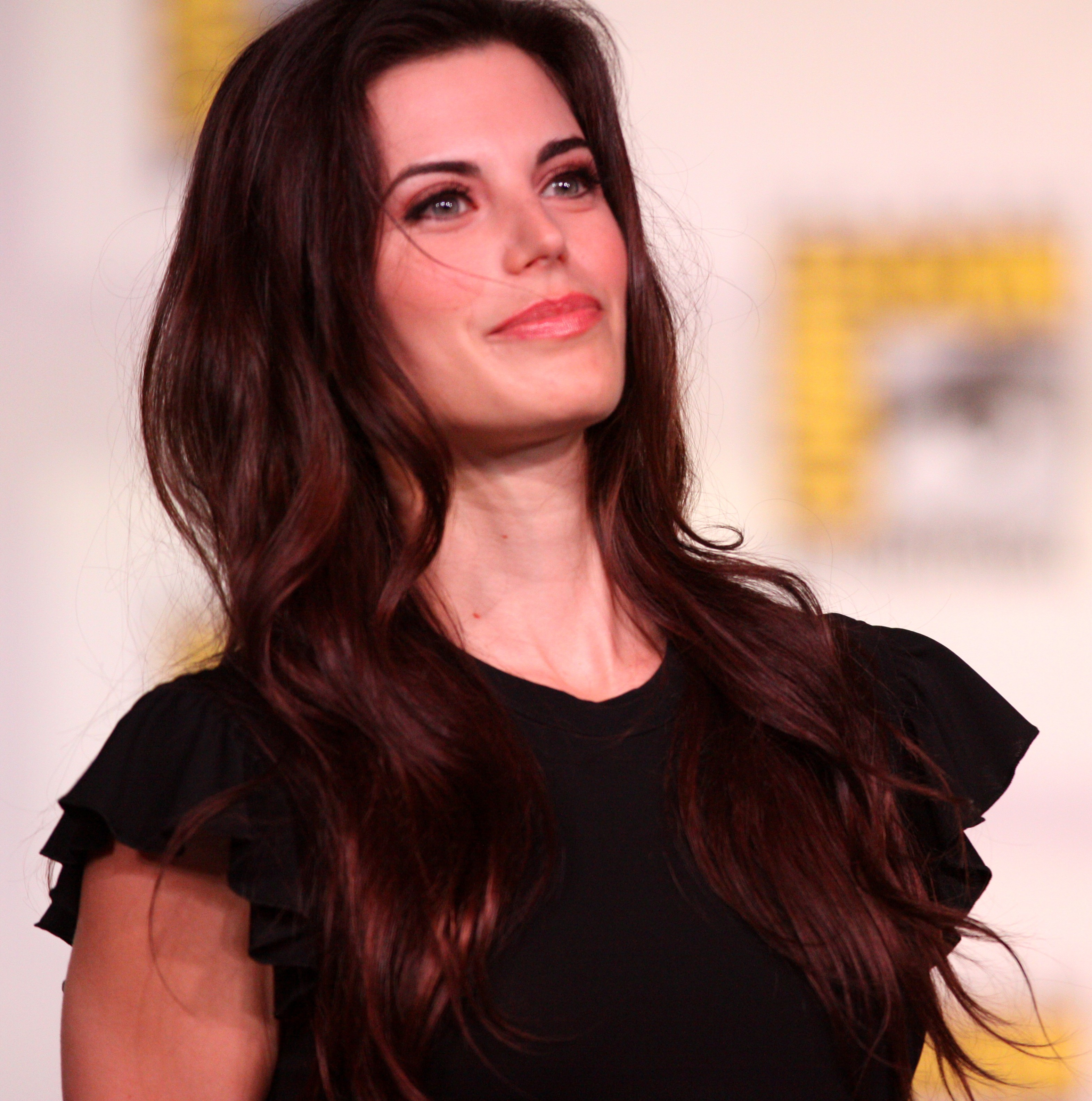
Meghan Ory dans le rôle d'Abby O'Brien Winters.
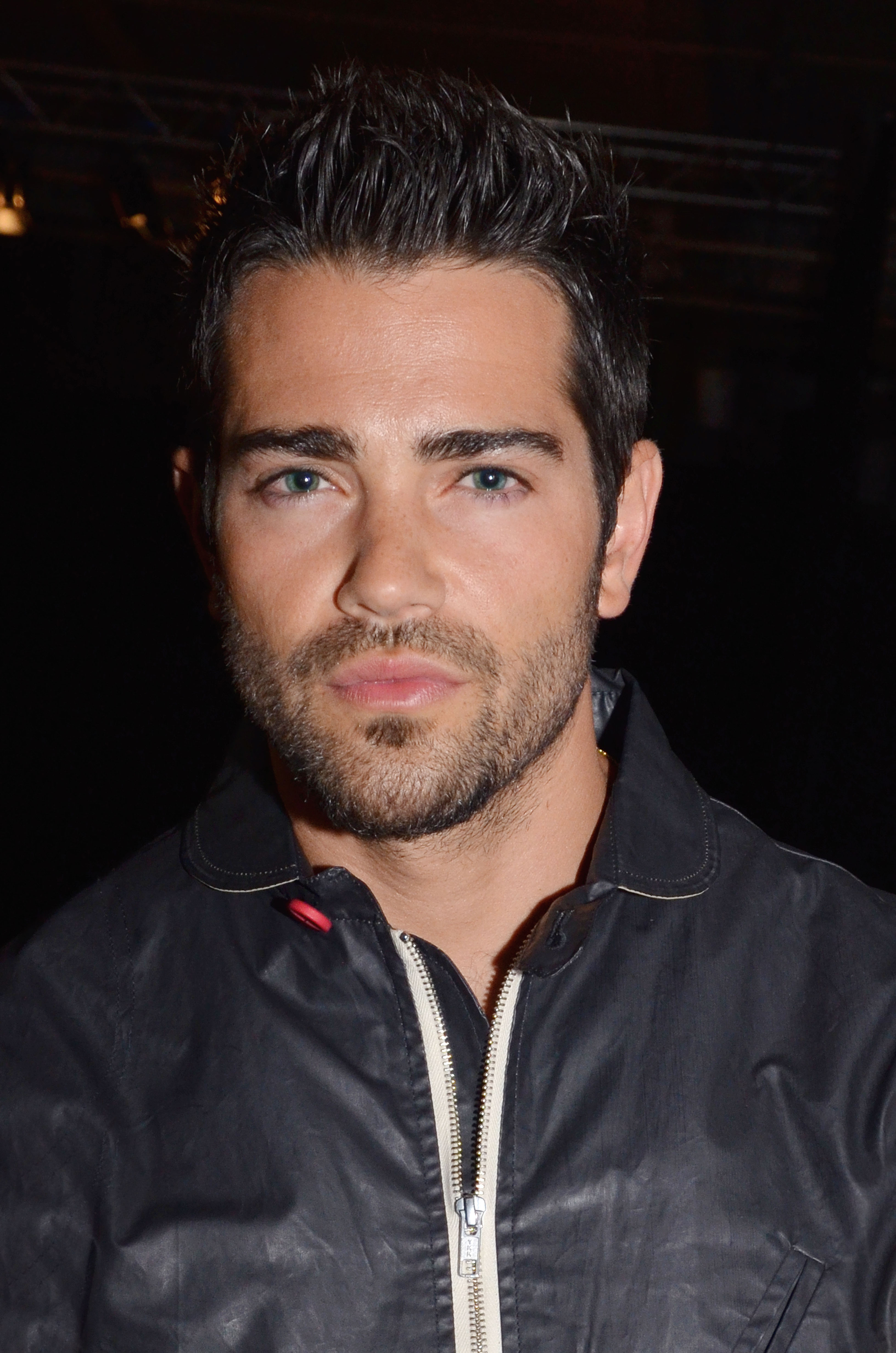
Jesse Metcalfe dans le rôle de Trace Riley.
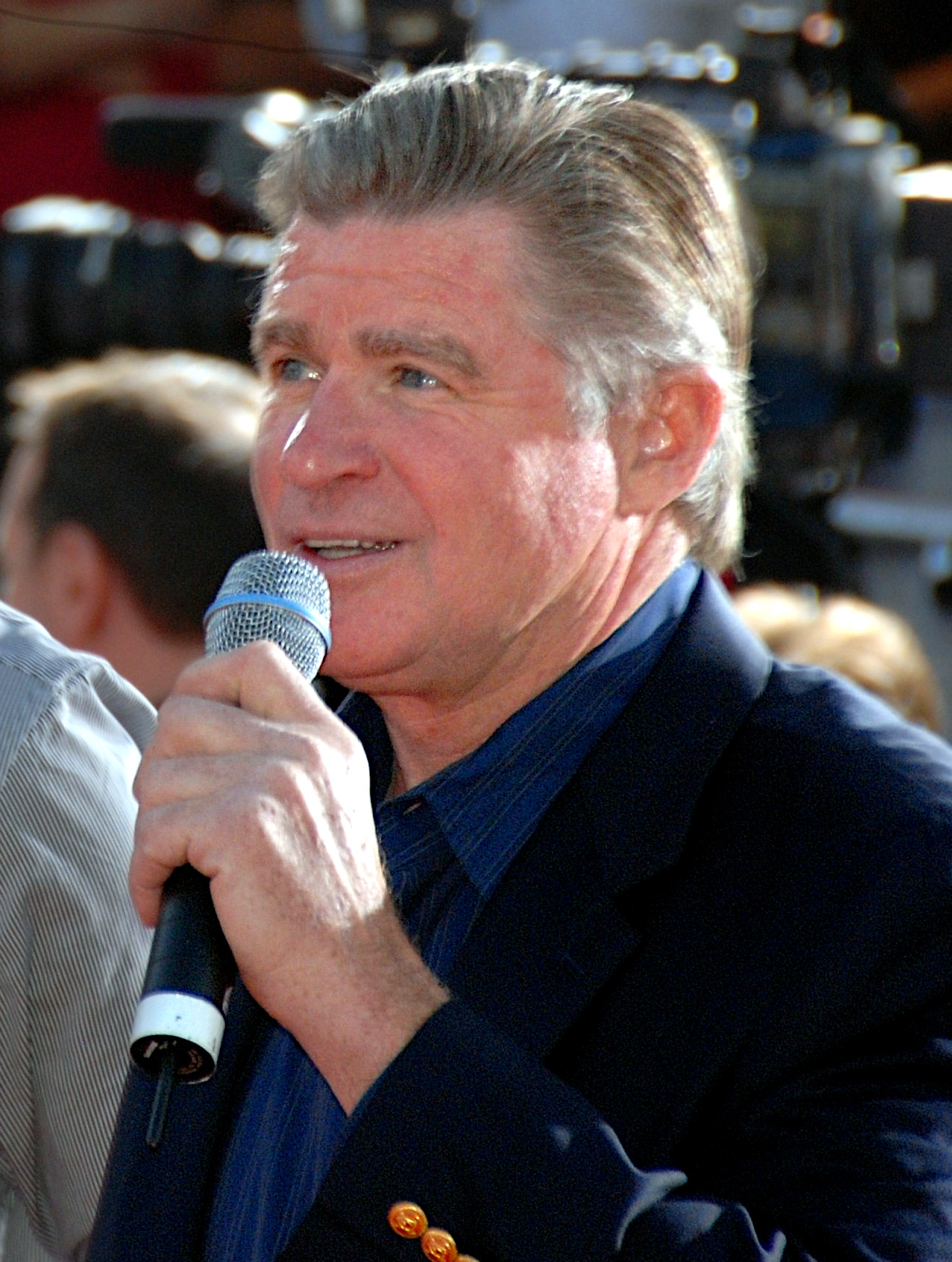
Treat Williams dans le rôle de Mick O'Brien.
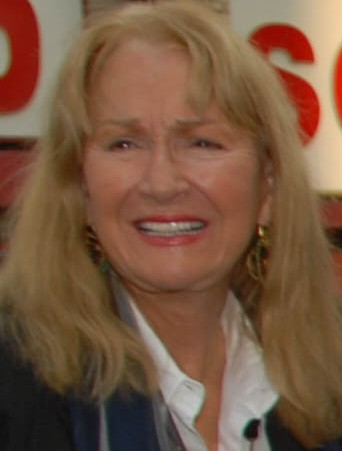
Diane Ladd dans le rôle de Nell O'Brien.
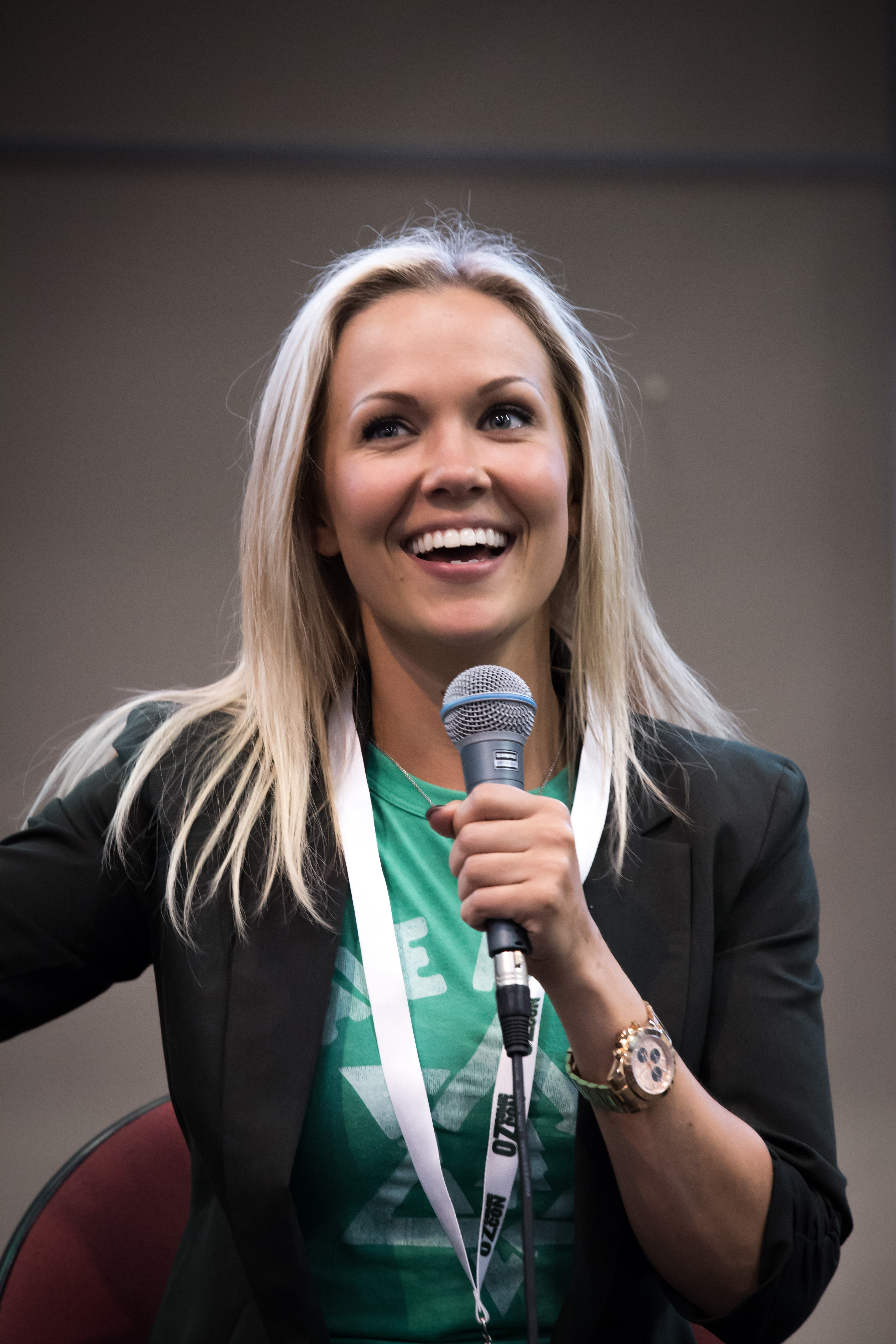
Emilie Ullerup dans le rôle de Bree O'Brien.
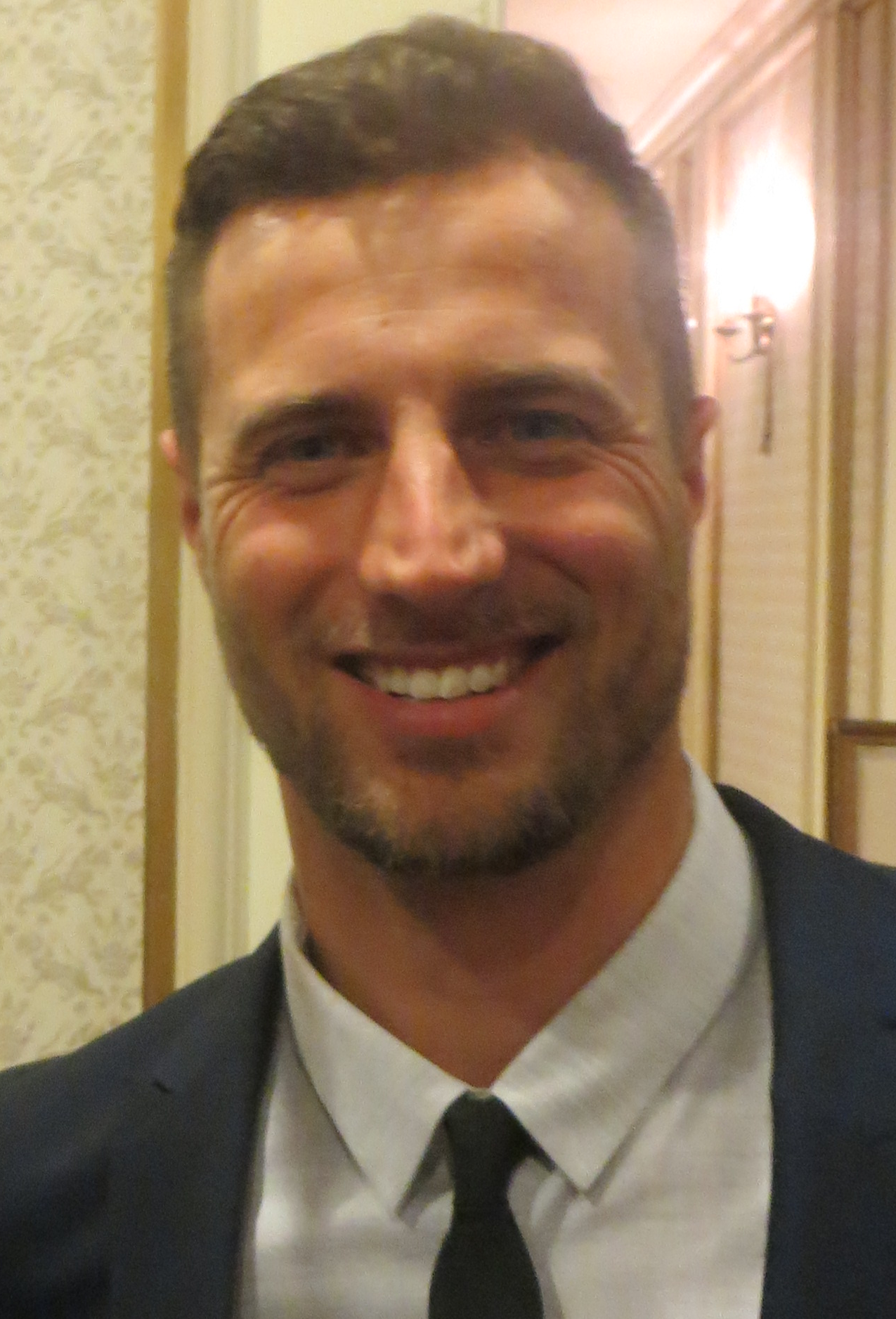
Brendan Penny dans le rôle de Kevin O'Brien.
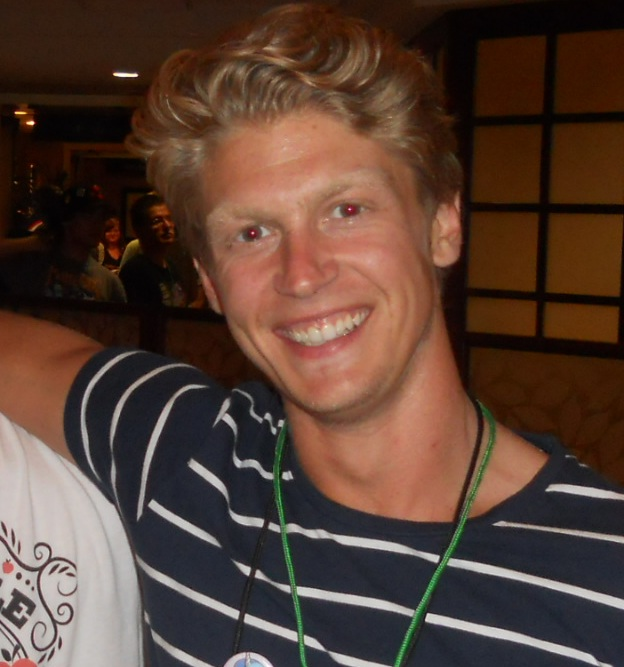
Andrew Francis dans le rôle de Connor O'Brien.
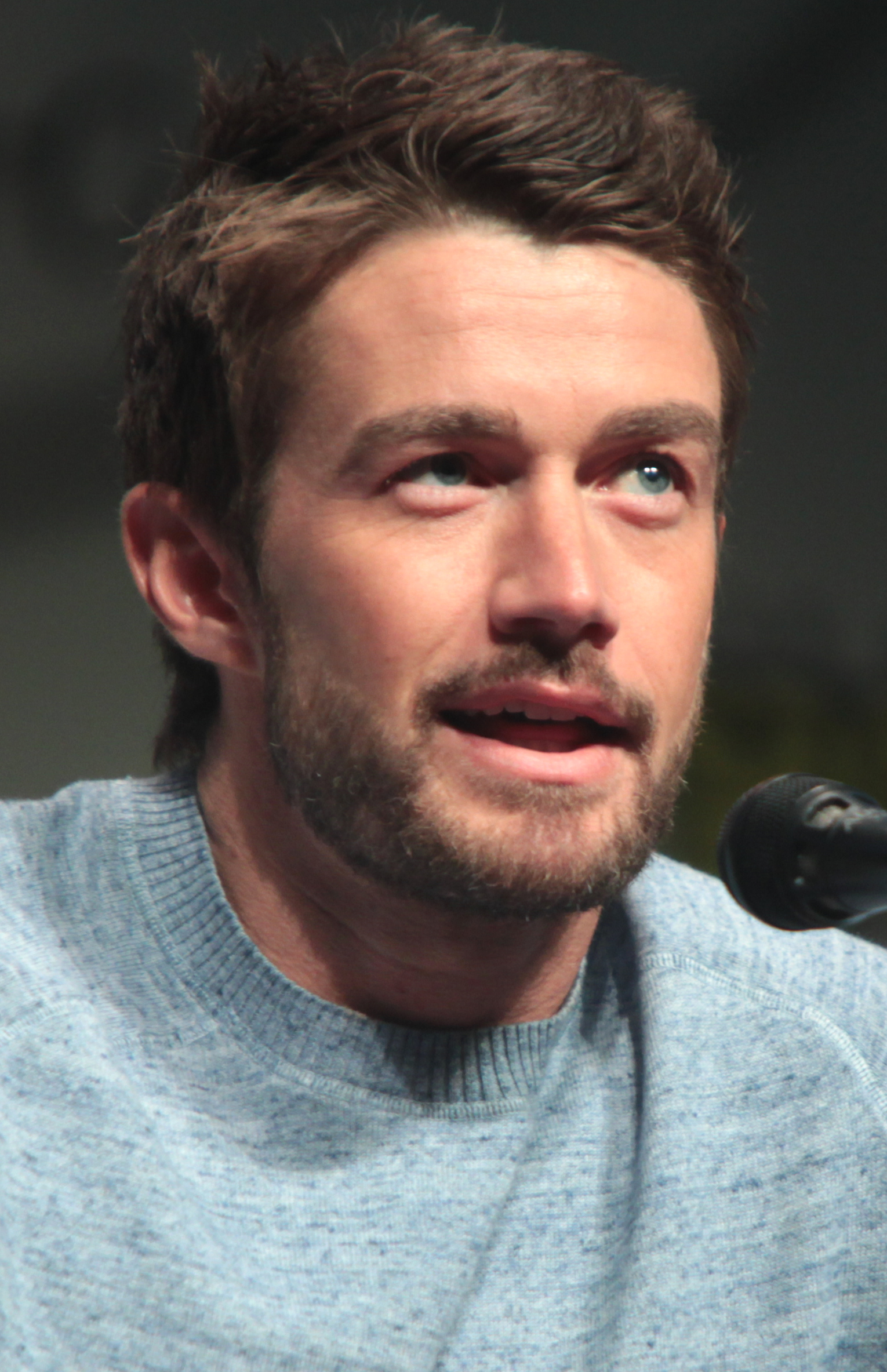
Robert Buckley dans le rôle d'Evan Kincaid.

### Acteurs récurrents
- Abbie Magnuson (VF : Kaycie Chase ; VQ : Elia St-Pierre) : Caitlyn Winters, fille d'Abby
- Kayden Magnuson (VF : Lucille Boudonnat ; VQ : Marine Guérin) : Carrie Winters, fille d'Abby
- Michael Karl Richards (VF : Fabien Briche ; VQ : Stéphane Brulotte) : Wes Winters, ex-mari d'Abby
- Brittany Willacy (VF : Fily Keita ; VQ : Jessica Léveillée-Lemay) : Leigh Corley, membre du groupe de Trace
- Carlo Marks (VF : Fabrice Fara) : David Peck, copain de Jess
- Britt Irvin (VF : Claire Baradat) : Danielle Clayman, amie d'école de droit de Connor
- Bradley Stryker (VF : Sébastien Desjours) : John Rawl, membre du groupe de Trace (saisons 2 et 3)
- Gregory Harrison (VF : Guy Chapellier) : Thomas O'Brien, frère de Mick (saisons 2 à 6)
- Jessica Sipos (en) (VF : Jessica Monceau ; VQ : Sarah Anne Parent) : Sarah Mercer, pompier (saisons 2 à 6)
- Oliver Rice (VF : Bertrand Nadler) : Simon Atwater, écrivain (saisons 2 à 4)

### Invités

#### Introduits dans la saison 1
- Serge Houde (VF : Michel Voletti) : Del Granger, nouveau patron d'Abby (saisons 1, 2 et 4 - 8 épisodes)
- Karen Kruper (VF : Monique Nevers) : Dee Riley, mère de Trace (saisons 1 et 2 - 4 épisodes)
- Tom Butler (VF : Michel Dodane) : Lawrence Riley, père de Trace (saisons 1 et 2 - 5 épisodes)
- Jason Schombing (VF : Cédric Barbereau) : Jack Martin, patron d'Abby à New York (saisons 1 et 2 - 6 épisodes)
- Carmen Moore (VF : Nayéli Forest) : Sally (saison 1, invitée saison 2 - 4 épisodes)
- Ali Liebert (VF : Pascale Chemin) : Georgia Eyles, ex-fiancée de Kevin (saison 1 - 3 épisodes)
- Kyle Cassie (VF : Jérémy Bardeau) : Martin Demming, ex-copain de Bree (saison 2, invité saison 1 - 3 épisodes)
- Hunter : Axel, chien de Trace

#### Introduits dans la saison 2
- Ted Cole (en) (VF : Benoît DuPac) : Norm Fisher (saison 2 - 3 épisodes)
- Cameron Bancroft (VF : Pierre-François Pistorio) : Carlton Chase, patron de Connor (saison 2 - 3 épisodes)
- Peter Graham-Gaudreau : Pasteur Wade (saison 2 - 2 épisodes)
- Jerry Trimble (en) (VF : Emmanuel Karsen) : Mark Hall, producteur (saison 2 - 4 épisodes)
- Victor Webster (VF : Olivier Chauvel) : Douglas Peterson (saison 2 - 3 épisodes)
- Ace : Axel, chien de Trace

#### Introduits dans la saison 3
- Kent Sheridan (VF : Michel Vigné) : Donovan Wylie (saison 3 - 3 épisodes)
- Teryl Rothery (VF : Laurence Dourlens) : Robin O’Brien, femme de Thomas (saison 3 - 3 épisodes)
- Jordana Largy (VF : Julia Boutteville) : Alexandra Peck, sœur de David (saison 3 - 2 épisodes)
- Gillian Barber (VF : Marie-Martine) : Deidra Peck, mère de David (saison 3 - 2 épisodes)
- Malcolm Stewart (VF : Philippe Siboulet) : Dennis Peck, père de David (saison 3 - 2 épisodes)
- Giles Panton (VF : Alexandre Gillet) : Chris Smith (saisons 3 et 4 - 5 épisodes)

#### Introduits dans la saison 4
- Greyston Holt : Jay Ross
- Lanie McAuley (VF : Maïa Michaud) : Emma Rogers
- Marci T. House (VF : Sophie Riffont) : Hannah Urso
- James Neate (VF : Fred Colas) : Marcus Adams

#### Version française
- Société de doublage : Dubbing Brothers
- Direction artistique : Patricia Legrand
- Adaptation des dialogues : Carole Tischker et Lucie Astagneau

 Source et légende : version française (VF) sur RS Doublage et Doublage Série Database
 Source et légende : version québécoise (VQ) sur Doublage.qc.ca

## Production

### Développement
Le projet a débuté en janvier 2014, et le feu vert a été donné par Hallmark en mars 2014.
Fin juillet 2015, Hallmark annonce que Jesse Metcalfe et Treat Williams font partie de la distribution. Deux mois plus tard, la production révèle le reste de la distribution, soit Meghan Ory, Diane Ladd et Barbara Niven.
Le 15 janvier 2017, la chaîne a renouvelé la série pour une deuxième saison de dix épisodes, diffusée pendant l'été 2017.
Le 14 janvier 2018, la chaîne a annoncé le renouvellement de la série pour une troisième saison de dix nouveaux épisodes, diffusée à l'été 2018,.
En février 2019, la chaîne a renouvelé la série pour une quatrième saison de six épisodes et le développement d’un film dérivé de la série, diffusé dès août 2019.
Le 28 février 2020, la chaîne a annoncé le renouvellement de la série pour une cinquième saison,.
Le 31 mars 2021, Jesse Metcalfe annonce qu'il a décidé de quitter la série. L'histoire de son personnage se terminera au début de la cinquième saison.
Le 15 avril 2021, Robert Buckley rejoint la distribution principale de la saison 5 à la suite du départ de Jesse Metcalfe.

### Tournage

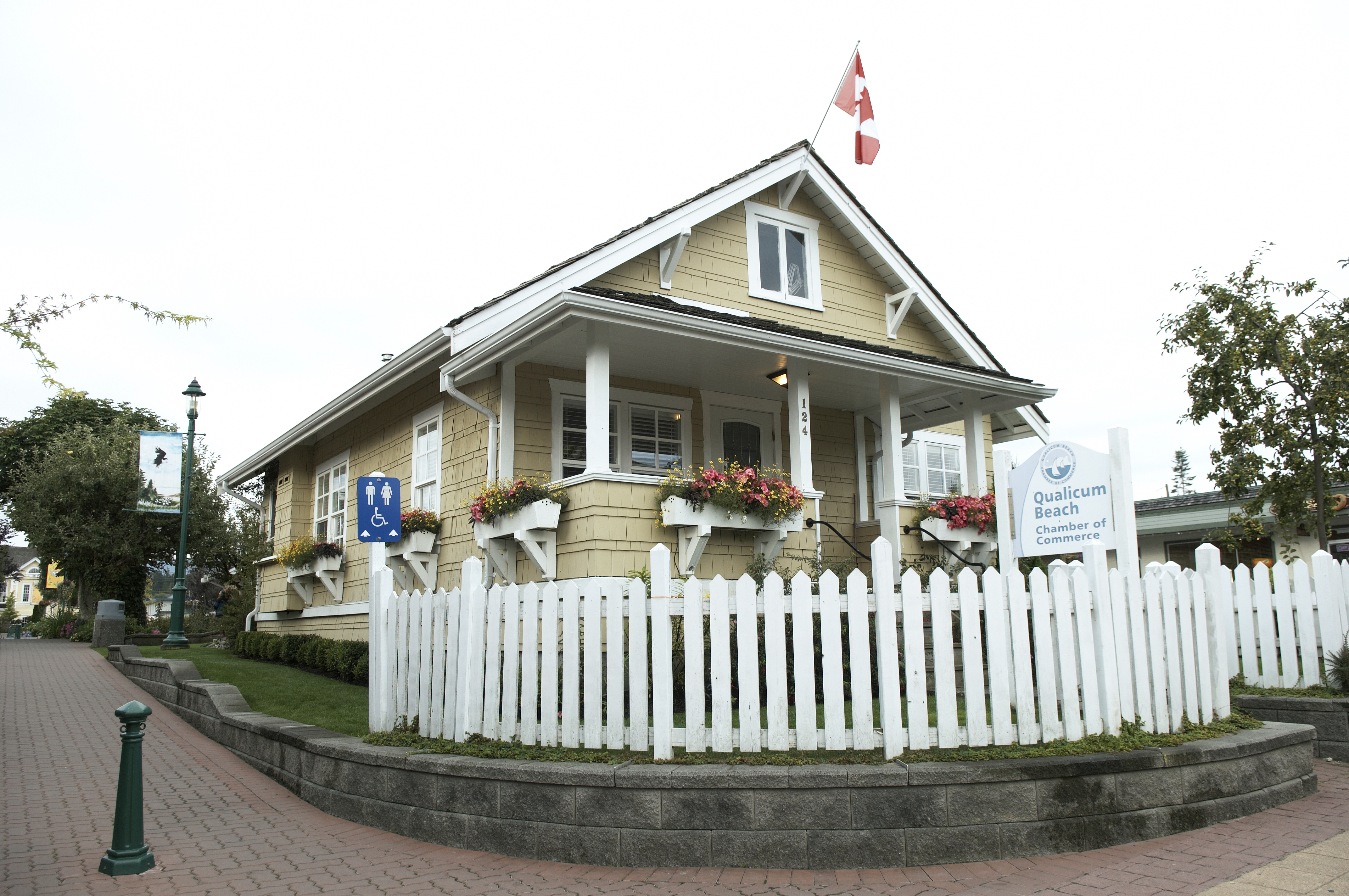
Lieu de tournage du Sally's Cafe à Qualicum Beach

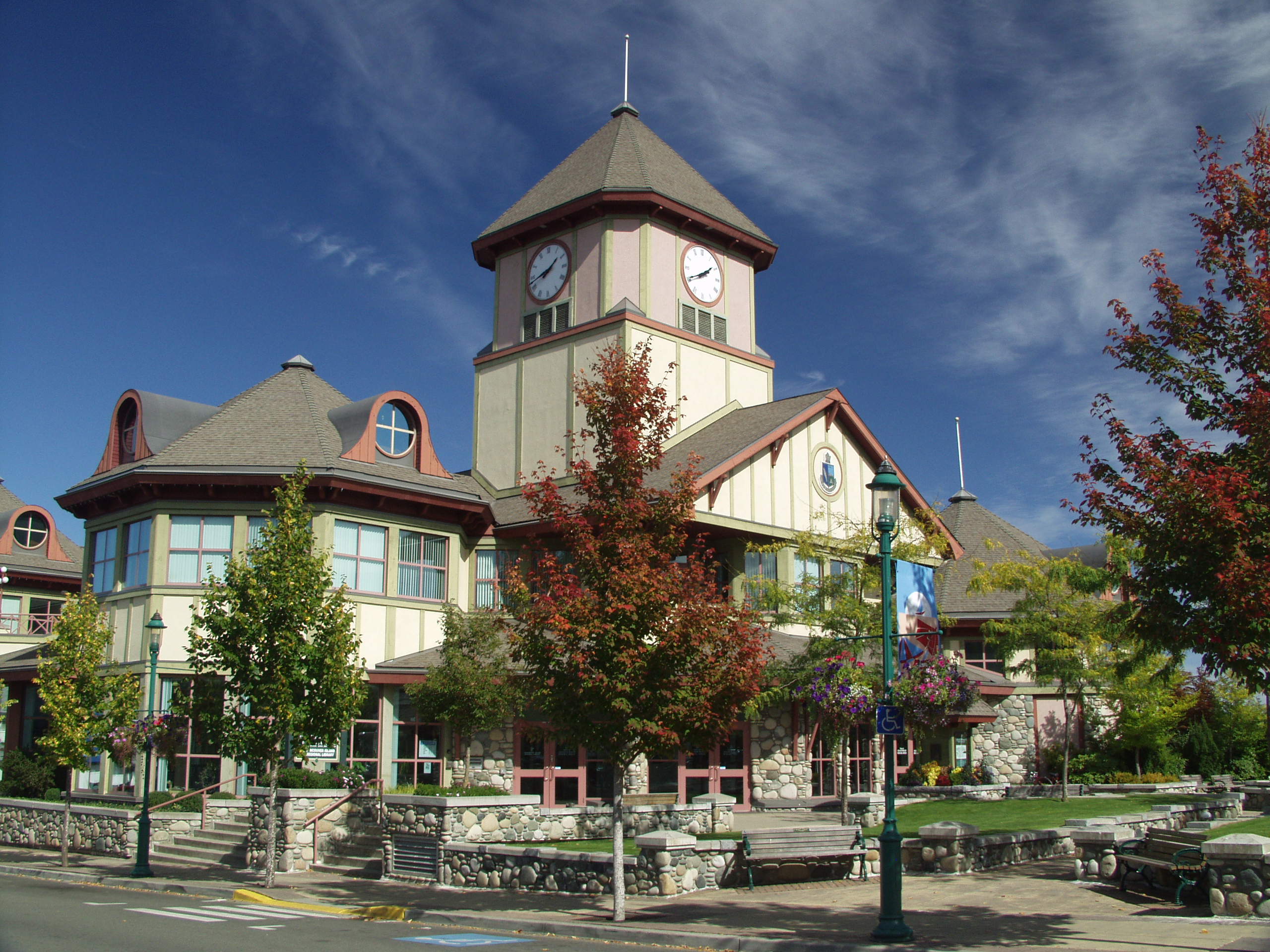
Qualicum Beach

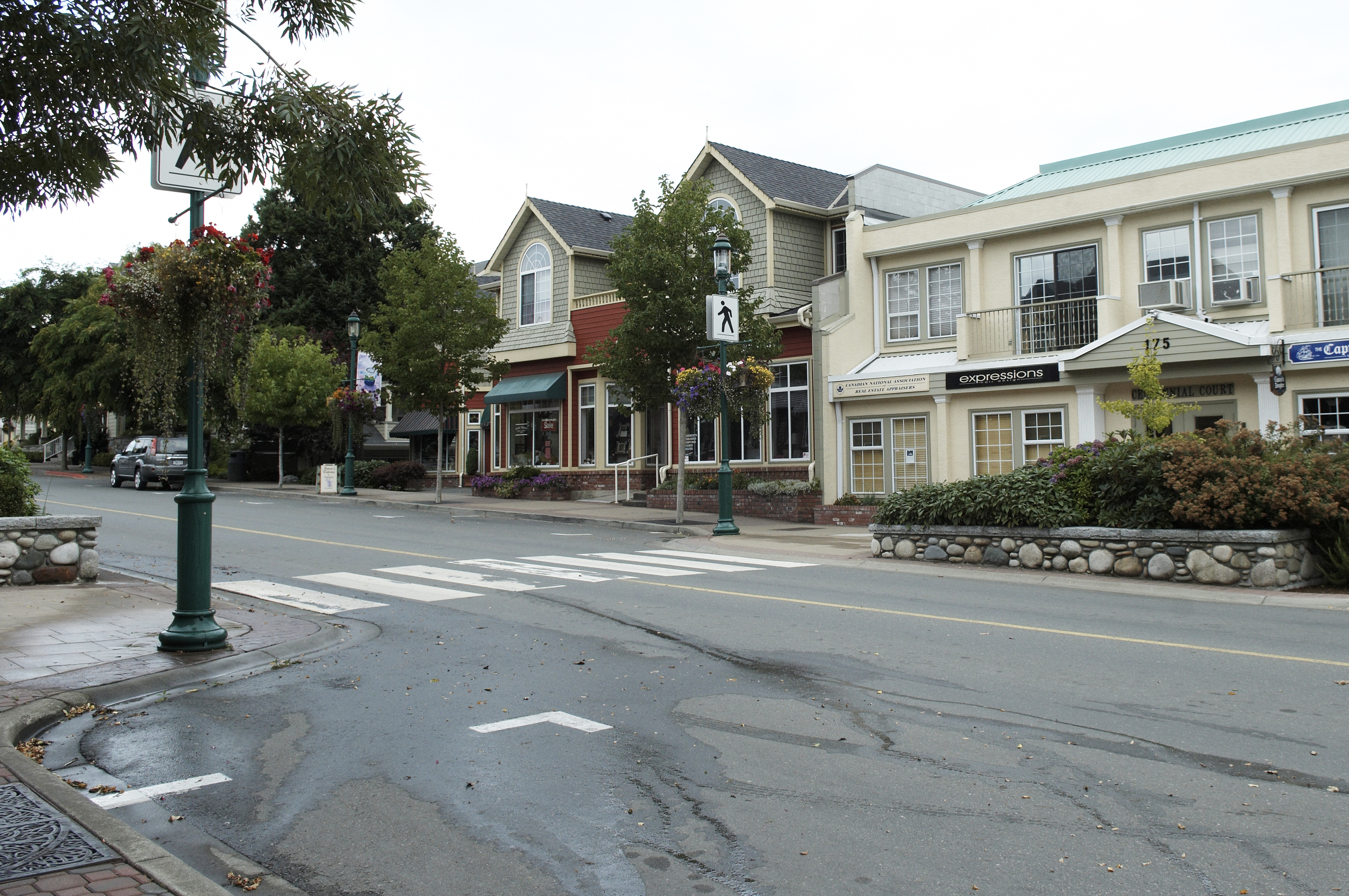
Lieu du tournage à Qualicum Beach

La série est tournée à Qualicum Beach, Parksville, Nanaimo et à Steveston située sur l'île de Vancouver, en Colombie-Britannique, au Canada.

### Fiche technique
Sauf indication contraire, les informations mentionnées dans cette section peuvent être confirmées par la base de données cinématographiques IMDb,  présente dans la section « Liens externes ».
- Titre original : Chesapeake Shores
- Titre québécois : Nouveau départ
- Création : John Tinker
- Réalisation : Martin Wood
- Scénario : Nancey Silvers, Ann Lewis Hamilton, Kirsten Hansen, Michael Berns, d'après l'œuvre de Sherryl Woods
- Direction artistique : Justin Ludwig (2016), Laurin Kelsey (2017)
- Décorateur : TINK
- Costumes : Zohra Shahalimi (2016), Glenne Campbell (2017)
- Photographie : Brian Johnson, Ricardo Hubbs
- Montage : James Ilecic
- Musique : Hamish Thomson
- Musique du générique : Coming Home Soon de Adam Woodall
- Casting : Penny Perry (États-Unis) - Candice Elzinga (Canada)
- Production :
  - Producteurs : Matt Drake, Vicki Sotheran, Greg Malcolm
  - Producteurs délégué : Dan Paulson, Nancey Silvers, John Tinker, Martin Wood,
  - Coproducteur : Ben Mallin, Steve Kennedy
- Société(s) de production : Hallmark Channel, Productions Inc., Daniel L. Paulson Entertainment
- Sociétés de distribution (pour la télévision) :
  -  États-Unis : Hallmark Channel
  -  Canada : W Network /  Québec : Séries+
  -  France : Netflix, Téva (saison 1) et M6 (saison 2)
- Pays d'origine :  États-Unis
- Langue originale : anglais
- Format : couleur
- Genre : dramatique, romantique
- Durée : 42 minutes

## Épisodes
| Saisons | Saisons | Nombre d'épisodes | Diffusion originale sur Hallmark Channel | Diffusion originale sur Hallmark Channel | Diffusion sur Netflix | Diffusion sur Netflix |
| Saisons | Saisons | Nombre d'épisodes | Début de saison                          | Fin de saison                            | Début de saison       | Fin de saison         |
| ------- | ------- | ----------------- | ---------------------------------------- | ---------------------------------------- | --------------------- | --------------------- |
|         | 1       | 9                 | 14 août 2016                             | 9 octobre 2016                           | 31 mars 2017          | 26 mai 2017           |
|         | 2       | 10                | 6 août 2017                              | 8 octobre 2017                           | 1er septembre 2017    | 3 novembre 2017       |
|         | 3       | 10                | 5 août 2018                              | 7 octobre 2018                           | 30 août 2018          | 3 novembre 2018       |
|         | 4       | 6                 | 25 août 2019                             | 29 septembre 2019                        | 25 août 2019          | 25 août 2019          |
|         | 5       | 10                | 15 août 2021                             | 17 octobre 2021                          | 16 août 2021          | À venir               |

### Première saison (2016)
Note : Le deuxième titre est celui de sa diffusion au Québec. Cette saison a démarré le 14 juillet 2016 aux États-Unis. En France, elle est disponible sur Netflix depuis le 31 mars 2017 et Téva diffuse la saison 1 du 12 mai au 9 juin 2019.
1. Pilote (90 minutes)
2. Retour à la maison (1re partie) / Retour aux sources (Home to Roost: Part 1)
3. Retour à la maison (2e partie) / Retour aux sources (Home to Roost: Part 2)
4. Porté disparu / Nous ne perdons pas notre fils (We're Not Losing a Son…)
5. Abby revient / Nous gardons notre fille (We're Gaining a Daughter)
6. Retour en force (Georgia on My Mind)
7. Secondes chances / Une deuxième chance (Second Chances)
8. Le Temps des négociations (Deals Undone)
9. Les ex marquent des points (Exes Mark the Spot)

### Deuxième saison (2017)
Note : Cette saison a démarré le 6 août 2017 aux États-Unis. En France, elle est disponible sur Netflix depuis le 1er septembre 2017, M6 diffusera la saison 2 à partir du 14 juillet 2022.
1. Secrets, mensonges et fournitures scolaires (Secrets, Lies, and School Supplies)
2. Passé et présent (Pasts and Presents)
3. Photos et souvenirs (Photographs and Memories)
4. Nashville pour toujours (It's Always Nashville)
5. Chasse au trésor (Buried Treasures)
6. Ouvertures (Grand Openings)
7. Tous nos jours passés (All Our Yesterdays)
8. L'arbre qui cache la forêt (Forest Through the Trees)
9. Cour royale (Royal Court)
10. Chute libre (Freefall)

### Troisième saison (2018)
Note : La troisième saison a démarré le 5 août 2018 aux États-Unis. En France, elle est disponible sur Netflix depuis le 30 août 2018, M6 diffusera la saison 3 à partir du 28 juillet 2022.
1. Un livre ouvert (An Open Book)
2. Souvenirs (The Way We Were)
3. Histoires du soir (This Rock is Going to Roll)
4. Et ils vécurent heureux (Once Upon Ever After)
5. De l'amour dans l'air (Love Eventually)
6. Ici et là (Here and There)
7. Rien que du business (It's Just Business)
8. Tous nos lendemains (All Our Tomorrows)
9. Voyage dans le passé (Forward to the Past)
10. Le Vent en poupe (Before a Following Sea)

### Quatrième saison (2019)
Note : La quatrième saison a démarré le 25 août 2019 aux États-Unis. En France, elle est disponible sur Netflix depuis le 2 septembre 2019, M6 diffusera la saison 4 à partir du 11 août 2022.
1. Le Commencement par la fin (The End Is Where We Begin)
2. Acte de foi (Leap of Faith)
3. Un sonnet pour Caroline (A Sonnet for Caroline)
4. Cœurs brisés et rôles à jouer (Breaking Hearts and Playing Parts)
5. Tout le temps du monde (All the Time in the World)
6. Aquarelles, vœux et mariages (Watercolors, Wishes, and Weddings)

### Cinquième saison (2021)
Note : La cinquième saison a démarré le 15 août 2021 aux États-Unis. En France, elle est disponible sur Netflix depuis le 16 août 2021, M6 diffusera la saison 5 à partir du 22 août 2022.
1. Un Baiser est toujours un Baiser (A Kiss Is Still a Kiss)
2. Bon Travail si vous pouvez l'Obtenir (Nice Work If You Can Get It)
3. Les Stars sont-elles sorties Ce soir ? (Are the Stars Out Tonight?)
4. Bonne Route (Happy Trails)
5. Ils Ne Peuvent Pas S'enlever ça (They Can't Take That Away from Me)
6. L'amour est là pour Rester (Love Is Here to Stay)
7. Quoi de Neuf ? (What's New?)
8. Où ou Quand ? (Where or When?)
9. Quelle Différence une Journée Fait (What a Difference a Day Makes)
10. Le Vieux sentiment (That Old Feeling)

### Sixième saison (2022)
Cette dernière saison de dix épisodes a été diffusée à partir du 14 août 2022.
1. The Best Is Yet to Come
2. Memories Are Made of This
3. Night and Day
4. That's All There Is to That
5. L-O-V-E
6. Straighten Up and Fly Right
7. It's Not for Me to Say
8. I Get a Kick Out of You
9. Spring Can Really Hang You up the Most
10. All or Nothing at All

## Bande originale
Le générique (Coming Home Soon) est interprété par Adam Woodall.
Auteur compositeur, Jesse Metcalfe interprète certaines des chansons dans la série :
- When It's Real, saison 1 épisode 1
- America the Beautiful, saison 2 épisode 1
- Free Fall, saison 2 épisodes 4 et 10
- The Way I Feel Right Now, saison 2 épisode 10 et saison 3 épisode 1
- Love Ain't Always a Fairytale, saison 3 épisode 2
- Sometime, saison 4 épisode 4

## Accueil

### Audiences
| Saisons | Saisons | Nombre d'épisodes | Jour et heure de diffusion | Diffusion originale sur Hallmark Channel | Diffusion originale sur Hallmark Channel | Année | Audiences (en millions) | Audiences (en millions) | Audiences (en millions) |
| Saisons | Saisons | Nombre d'épisodes | Jour et heure de diffusion | Début de saison                          | Fin de saison                            | Année | Première                | Finale                  | Moyenne                 |
| ------- | ------- | ----------------- | -------------------------- | ---------------------------------------- | ---------------------------------------- | ----- | ----------------------- | ----------------------- | ----------------------- |
|         | 1       | 9                 | Dimanche à 21 h            | 14 août 2016                             | 9 octobre 2016                           | 2016  | 1.94                    | 1.72                    | 2.00                    |
|         | 2       | 10                | Dimanche à 21 h            | 6 août 2017                              | 8 octobre 2017                           | 2017  | 1.87                    | 1.63                    | 1.78                    |
|         | 3       | 10                | Dimanche à 21 h            | 5 août 2018                              | 7 octobre 2018                           | 2018  | 1.67                    | 1.66                    | 1.57                    |
|         | 4       | 6                 | Dimanche à 21 h            | 25 août 2019                             | 29 septembre 2019                        | 2019  | 1.81                    | 1.69                    | [ 28 ]                  |
|         | 5       | 10                | Dimanche à 21 h            | 15 août 2021                             |                                          | 2021  | 1.45                    |                         |                         |

### Critiques
Au cours de ses deux premières saisons, c'est la série originale la plus regardée de la chaîne parmi les 25-54 ans.

## Distinctions
Sauf indication contraire, les informations mentionnées dans cette section peuvent être confirmées par la base de données cinématographiques IMDb,  présente dans la section « Liens externes ».
| Année | Prix       | Catégorie                                      | Nomination                            | Résultat   |
| ----- | ---------- | ---------------------------------------------- | ------------------------------------- | ---------- |
| 2019  | Leo Awards | Meilleur compositeur d'une série dramatique    | Hamish Thomson (Saison 3, épisode 10) | Nomination |
| 2018  | Leo Awards | Meilleur photographe dans une série dramatique | Brian Johnson (Saison 2, épisode 7)   | Nomination |

## Produits dérivés

### Sorties DVD et Blu-ray
| Intitulé du coffret               | Nombre d'épisodes | Dates de sortie     | Dates de sortie | Nombre de disques | Société de distribution |
| Intitulé du coffret               | Nombre d'épisodes | États-Unis (Zone 1) | France (Zone 2) | Nombre de disques | Société de distribution |
| --------------------------------- | ----------------- | ------------------- | --------------- | ----------------- | ----------------------- |
| L'intégrale de la première saison | 9                 | 1er aout 2017       | TBA             | 2                 | Hallmark Channel        |
| L'intégrale de la deuxième saison | 10                | TBA                 | TBA             | TBA               | Hallmark Channel        |